# 證券及期貨事務上訴審裁處
證券及期貨事務上訴審裁處（英語：Securities and Futures Appeals Tribunal，簡稱 SFAT）是中華人民共和國香港特別行政區政府財經事務及庫務局財經事務科轄下的部門，於2003年4月1日設立，目的是確保證券及期貨事務監察委員會及香港金融管理局所作的規管決定公平合理。
證券及期貨事務上訴審裁處位於香港金鐘金鐘道66號金鐘道政府合署高座5樓。

## 成員架構
上訴審裁處乃根據《證券及期貨條例》而成立的覆核組織，條例容許同一時間設立多於一個審裁處並同時間運作，故同一時期的主席有可能多於一位，以便有效處理的多個不同的申訴個案。審裁處主席由具曾任高院法官經驗的人士擔任，任期為3年。就裁定某項覆核，由主席向局方建議委任上訴委員會成員。

### 上訴審裁處主席
- 夏正民先生
- 倫明高先生
- 麥偉德先生

## 外部連結
- 香港特別行政區政府 證券及期貨事務上訴審裁處（页面存档备份，存于）